# Loden

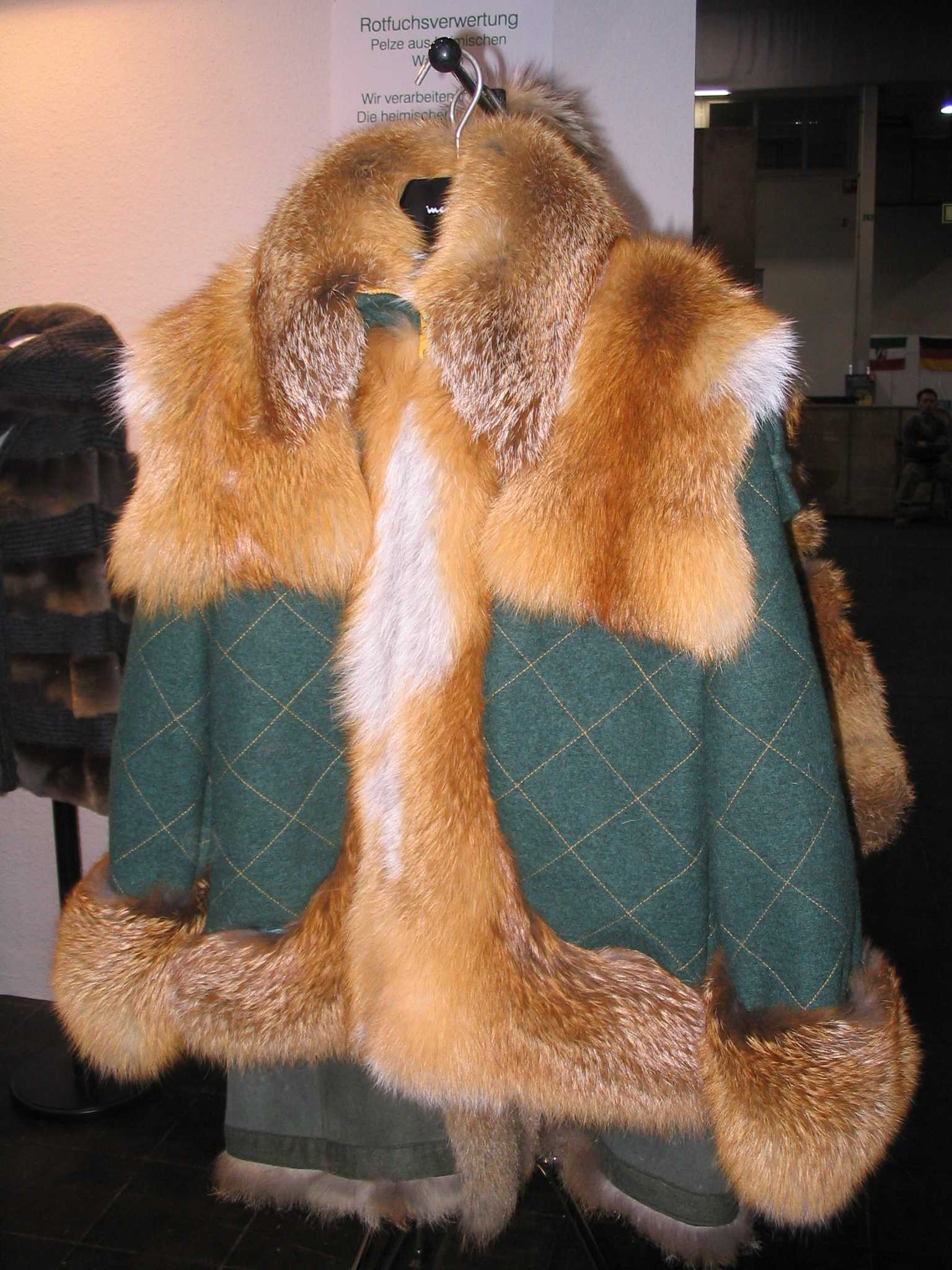
Jachetă din loden și blană de vulpe roșie

Un pardesiu din loden este un articol de îmbrăcăminte de origine tiroleză, confecționat dintr-un material gros și rezistent la apă din lâna oilor cu păr scurt, ce a fost produs inițial de țăranii din Austria. Materialul provine din lâna aspră și grasă a oilor de munte și are o culoare tradițională albastru-verde. Numele său derivă din cuvântul german „lode” sau din cuvântul german vechi „lodo”, care înseamnă pânză aspră.
Pentru a produce o țesătură din loden, firele aspre sunt țesute ușor într-un material din postav, care apoi trece printr-un proces de micșorare, dobândind în cele din urmă textura de fetru și devenind destul de dens. Ea este apoi scărmănată cu un pieptene mare și plușată, un proces care se repetă de mai multe ori, până când materialul oferă căldură suficientă și devine relativ suplu, rezistent la vânt și extrem de durabil. O subclasă a acestei lâni este cunoscută sub numele de „Melton”.